# Automotive Industries Limited
La companyia israeliana Automotive Industries Limited (hebreu: תעשיות רכב נצרת עילית) és un fabricant d'automòbils i parts d'automòbil del mercat d'aquesta nació, així mateix és reconegut com el principal proveïdor de vehicles blindats de les Forces de Seguretat d'Israel.

## Història
La companyia es va fundar originalment en l'any de 1966 i va ser primerament coneguda com a Automotive Equipment Group, la seva primera activitat va ser funcionar com una planta de muntatge d'automòbils i de camions. L'AIL ha cercat sempre des de la seva fundació, augmentar les seves activitats en la fabricació i el desenvolupament de vehicles, fabricant molts dels seus models sobre la base de modificacions del primer model del jeep Willys MB, amb derivacions fetes en la seva base, així com ha desenvolupat models més recents com els camions M-325 (Nun-nun) i el M-462 (Abir), i la sèrie de vehicles blindats AIL Storm (Sufa), els que són derivats de la plataforma mecànica del Jeep Wrangler, i el més recent desenvolupament de la AIL, el AIL Desert Raider. La AIL ha estat fins i tot involucrada en l'assemblatge dels vehicles rebuts per les FDI del model Humvee, però donades les serioses restriccions fetes pel govern dels Estats Units per mitjà dels seus programes d'ajuda exterior, ha estat reduïda la participació d'AIL en aquest projecte, fent que els contractes per a la modificació i el reacondicionament dels vehicles Humvee es facin en plantes dels Estats Units.

## Ubicació
Localitzada en la ciutat de Natzaret Il·lit, aquesta ciutat està situada a prop de l'antiga Natzaret en la Baixa Galilea, a una distància de 30 km a l'oest de la ciutat de Tiberíades. Es troba a 110 km de Tel-Aviv i a 165 km de Jerusalem.

## Certificacions de qualitat
- ISO 9001:2000 - Certificat per l'Israel Standards Institute

## Productes
AIL està actualment desenvolupant la tercer generació del Storm (Storm III) un vehicle que va entrar en la seva producció en sèrie l'any 2008.
- Willys MB - Assemblatge (entre 1966 i 1983)
- AIL M325 Command Car - Retirat (entre 1966 a 1971)
- AIL Abir - Producció (entre 1966 i 1987)
- AIL Storm - Producció (1987 al present)
- High Mobility Multipurpose Wheeled Vehicle (HMMWV) - En assemblatge, en cooperació amb AM General.
- AIL Desert Raider - En producció (1998 al present)